# Arenzana de Arriba
Arenzana de Arriba är en kommun i Spanien. Den ligger i den autonoma regionen La Rioja i norra delen av landet, 230 km nordost om huvudstaden Madrid. Antalet invånare är 35 (2024).